# 1979年の全日本フォーミュラ・パシフィック選手権
1979年の全日本フォーミュラ・パシフィック選手権は、1979年（昭和54年）4月1日に筑波サーキットで開幕し、同年11月2日 - 3日に鈴鹿サーキットで閉幕した全6戦によるシリーズである。

## スケジュール及び勝者
|       | 開催日        | 開催場所           | イベント名                     | 優勝者     |
| ----- | ------------- | ------------------ | ------------------------------ | ---------- |
| 第1戦 | 4月1日        | 筑波サーキット     | 筑波チャンピオンズレース第2戦  | 長谷見昌弘 |
| 第2戦 | 4月22日       | 筑波サーキット     | レース・ド・ニッポン筑波       | 長谷見昌弘 |
| 第3戦 | 6月2日 - 3日  | 富士スピードウェイ | JAF・富士グランプリ            | 和田孝夫   |
| 第4戦 | 8月26日       | 筑波サーキット     | 筑波チャンピオンズレース第3戦  | 星野一義   |
| 第5戦 | 10月14日      | 筑波サーキット     | レース・ド・ニッポン・筑波(II) | 中嶋悟     |
| 第6戦 | 11月2日 - 3日 | 鈴鹿サーキット     | JAF鈴鹿グランプリ自動車レース  | 高橋健二   |